# 波特兰岛 (英国)
波特兰岛（英語：Isle of Portland）位于英吉利海峡，是一座由石灰岩组成的陆連岛，有6千米长，2.4千米宽。波特兰岛在度假胜地韦茅斯的南面约8千米，在多塞特郡的最南端。波特兰岛由切希尔海滩（Chesil Beach）连接着大陆，通过A354号公路联通韦茅斯。波特兰岛和韦茅斯共同组成了韦茅斯-波特兰地区。波特兰岛的人口接近1万3千人。
波特兰岛是世界遗产侏罗纪海岸的重要组成部分，以其地质地貌而闻名。曾被用来建造圣保罗大教堂以及白金汉宫的波特兰石仍在此被开采。
位於波特兰岛北部的人造深水良港在两次世界大战期间曾被英国皇家海军使用。后来，英国皇家海军和北约的部队曾在此训练直到1990年代。现在，港口已成为了小型民用港以及居民娱乐区，并且在2012年的伦敦奥运会中承办帆船比赛。

## 历史

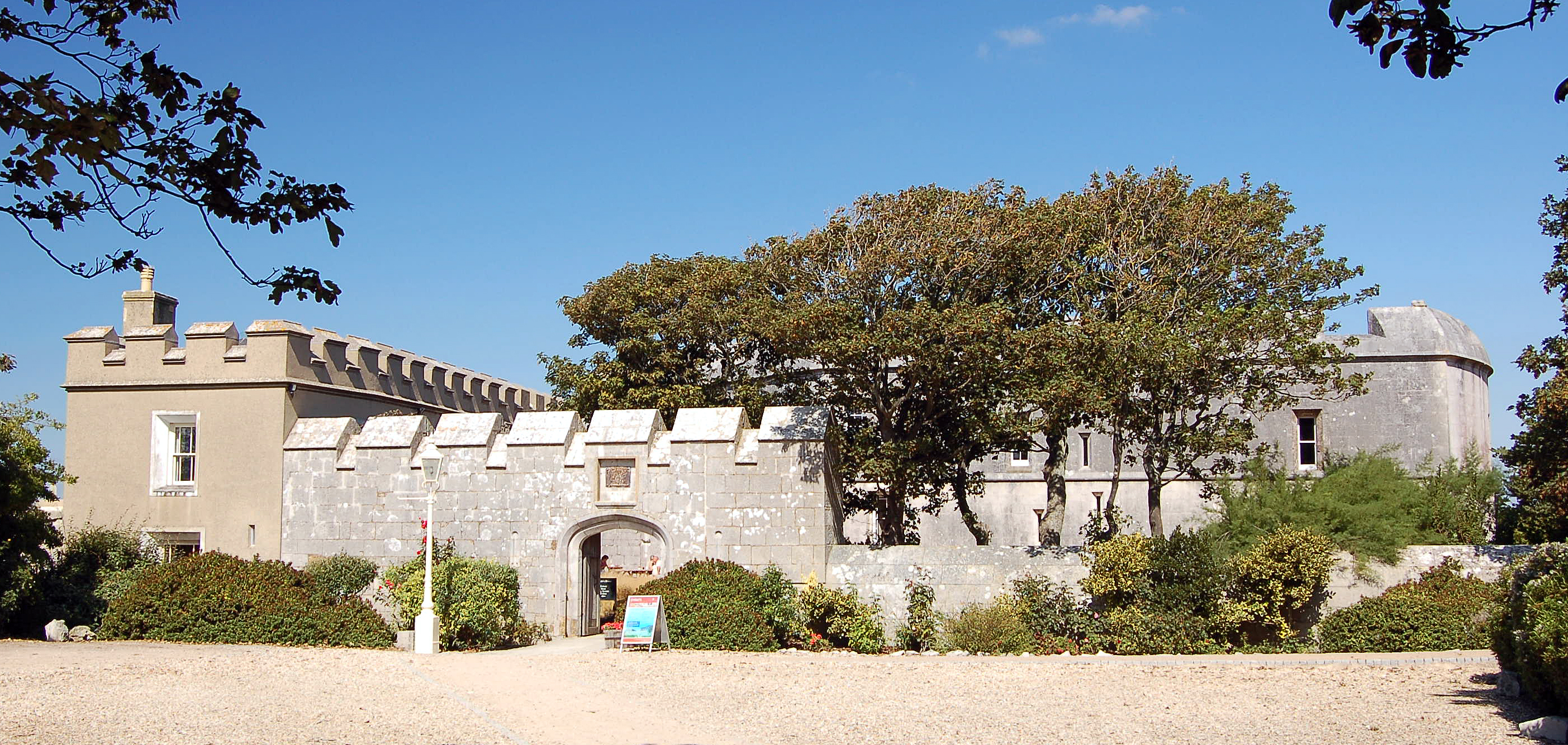
16世纪波特兰城堡被建设来抵御法国的攻击

波特兰岛自从中石器时代开始就有人居住，并持续较长时间。在一些化石挖掘和考古的过程中，可以证明这个时期有人在波特兰半岛（Portland Bill）附近活动。据说，在罗马人占领波特兰岛后称它为文德利斯（Vindelis）。1539年亨利八世下令建设波特兰城堡以抵御来自法国的攻击，为建设这座城堡亨利八世花费了4964英镑。它是至今保存状况最好的古城堡之一，并在英格蘭遺產協會的管理下向公众开放。
著名建筑师克里斯多佛·雷恩爵士用了6百万吨的波特兰石灰岩来重建在1666年伦敦大火中被烧毁的建筑物，其中包括了圣保罗大教堂和白金汉宫的东面。在一战后皇室开设了一个采石场来开采波特兰岩以建设白厅街的和平纪念碑和战亡士兵的公墓，在二战后，数十万计的墓碑铭刻了在西方战线中阵亡战士的名字。另外，波特兰水泥并非来自波特兰，如此称呼只是因为加入石灰和沙后颜色和波特兰岩相似而已。

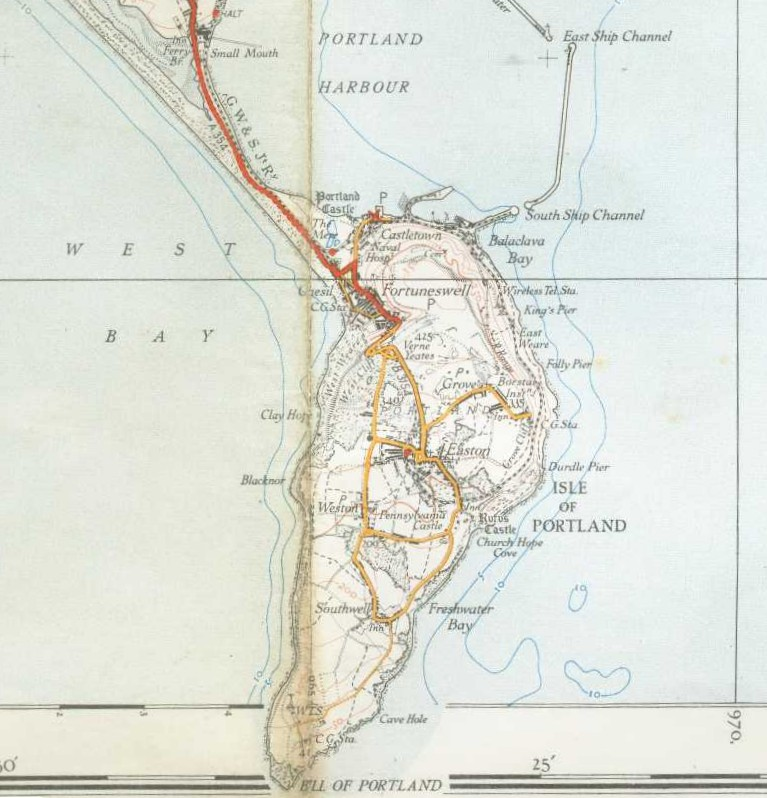
1937年时关于通往伊斯顿的铁路的地图

自从19世纪初起，铁路支线就开始在波特兰运行。连接着采石场和港口的商用铁路是最早进入波特兰的，它在1826年也是斯托克顿和达林顿铁路（Stockton and Darlington railway）通车一年后开始营运。在1865年，韦茅斯-波特兰铁路建成通车。这座铁路起始于韦茅斯的梅坎贝里杰斯（Melcombe Regis），穿越切希尔海滩后一片低于海平面的区域，最终到达奇斯韦尔（Chiswell）。这条铁路往前延伸的部分叫做伊斯顿铁路（Easton Railway）和教会希望铁路（Church Hope Railway），它穿越卡斯尔敦（Castletown）和东韦尔斯（East Weares）的悬崖，然后回到伊斯顿。这条铁路的客运在1965年三月被停止，同年四月，货物运输也被停止。
沿岸的大潮影响着波特兰居民的生活和交通数世纪之久。因为波特兰唯一的出路和奇斯韦尔（Chiswell）一样低于海平面，在切希尔海滩的避风处。在秋季和冬季，切希尔海滩面临着来自大西洋的严重风暴和巨大海浪。由于20世纪70年代发生的两次水灾，韦茅斯-波特兰自治委员会和威塞克斯水利公司（Wessex Water）决定调查海滩的结构并建立有效的海岸管理计划以保护奇斯韦尔和沿海道路。在20世纪80年代，一项能对抗5年一遇风暴的计划被提出，这将缩小淹水的深度和缩短风暴肆虐的时间。计划包括建设护坡、海塘、涵洞等，以使洪水能够从低洼地带被引出。

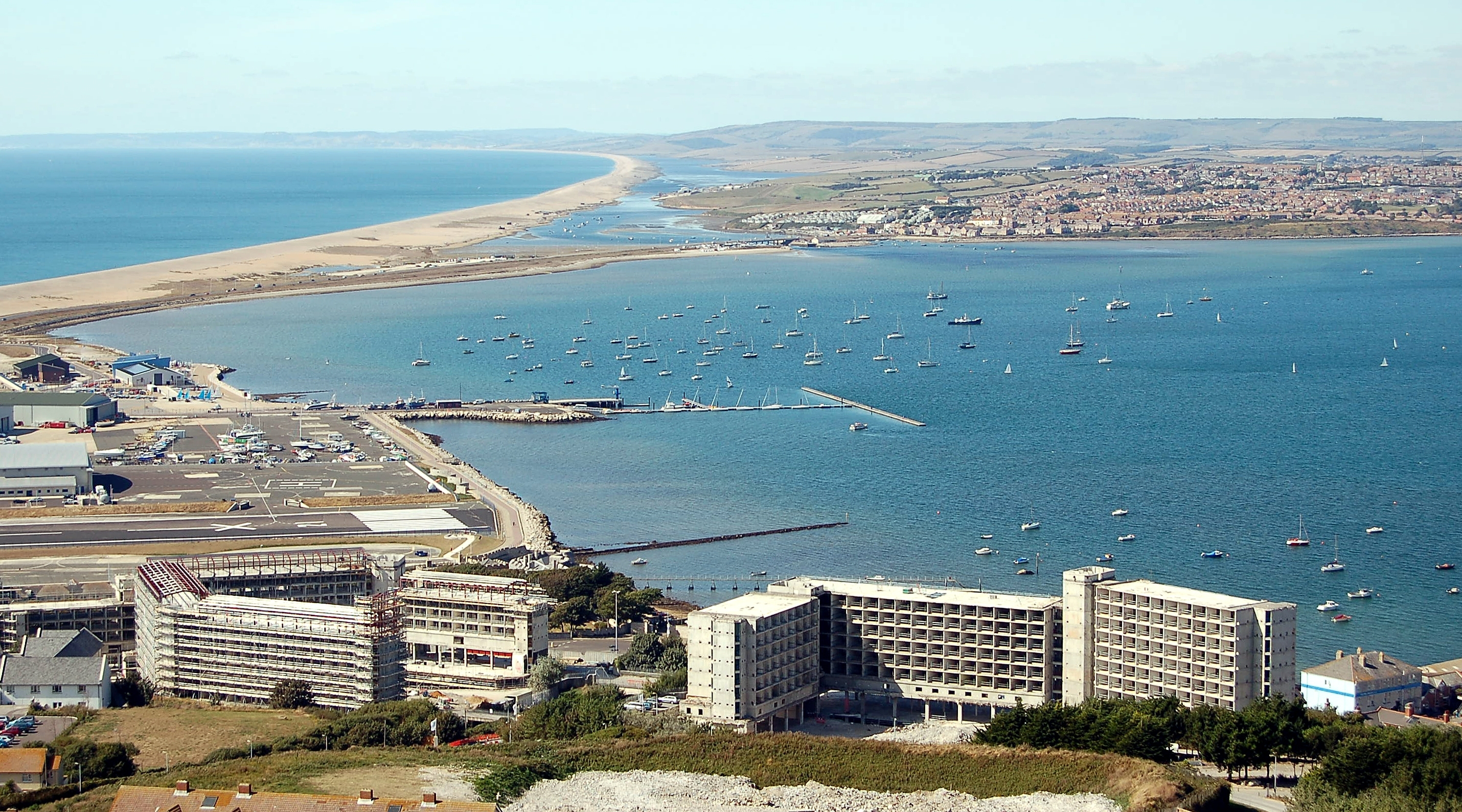
波特兰港是英国皇家海军的基地。

一战初始，为了防止波特兰港遭到鱼雷和潜艇的破坏，胡德号（HMS Hood）被迫在南部的防波堤处沉没。自1919年起，波特兰港成为英国皇家海军基地，最初，被命名为塞勒普塔港（HMS Serepta)。在二战期间，因为许多皇家海军的舰艇停泊在这里，波特兰港遭到了猛烈的轰炸。在1946年，当地的体育场被改造成为直升机场，在1959年，海港被正式命名为鱼鹰港（HMS Osprey），基地的着陆区逐渐得到增加，并且加建了英格兰最短的机场跑道之一，长229米。现在，波特兰岛上仍有两座监狱，海港中，停泊着英国唯一的监狱船，韦尔号（HMP Weare），它在2005年已经停止了使用。
在冷战结束后，1995年，海军基地被关闭，之后，在1999年，隶属皇家海军的飞机场也被关闭，此后，跑道作为英国海岸警卫队的海上救援协调中心来搜寻和救援航班。在2005年，12支搜救队一共处理了接近1000件事故，大部分的救援队使用的是救生船，他们也拥有一架西科斯基S-61直升飞机。

## 政治

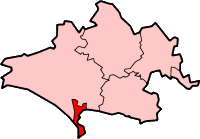
韦茅斯-波特兰地区

波特兰是一座古代皇家领地（由君主直接管辖），直到19世纪仍是在多塞特郡下的一个自治区域（Liberty）。从1894年到1974年，在由乡镇议会和政府共同管理之前，波特兰一直是一个教区。1974年4月1日，根据1972年地方政府法，韦茅斯-波特兰地区建立。新的地区由韦茅斯自治市和波特兰自治区域合并而成。新的自治市分成15个投票区，其中3个位于波特兰。选举以4年为周期，各区逢1、2、3年更换其三分之一的议员（每个选举周期只有3个区可以不用更换）。郡选举则在第4年。
韦茅斯-波特兰的市长是来自保守党的蒂姆·蒙罗（Tim Munro），而副市长是来自工党的安·肯伍德（Anne Kenwood）。蒙罗同时还是波特兰的议长。
韦茅斯，波特兰和波倍克（Purbeck）属于1885年创建的南多塞特选区，能够选取一名国会议员，现在的议员是工党的吉姆·奈特（Jim Knight）。南多塞特选区和其余在西南英格兰的选区以及直布罗陀选区组成西南英格兰选区以选举欧洲议会议员。
1959年和1986年，韦茅斯-波特兰分别与法国厄尔省的卢维埃（Louviers）和德国北莱茵-威斯特法伦州的荷斯域加德（Holzwickede）结为友好城市。另外，韦茅斯-波特兰与附近的齐克雷尔（Chickerell）结为公平贸易城镇已有3年的时间了。

## 地理

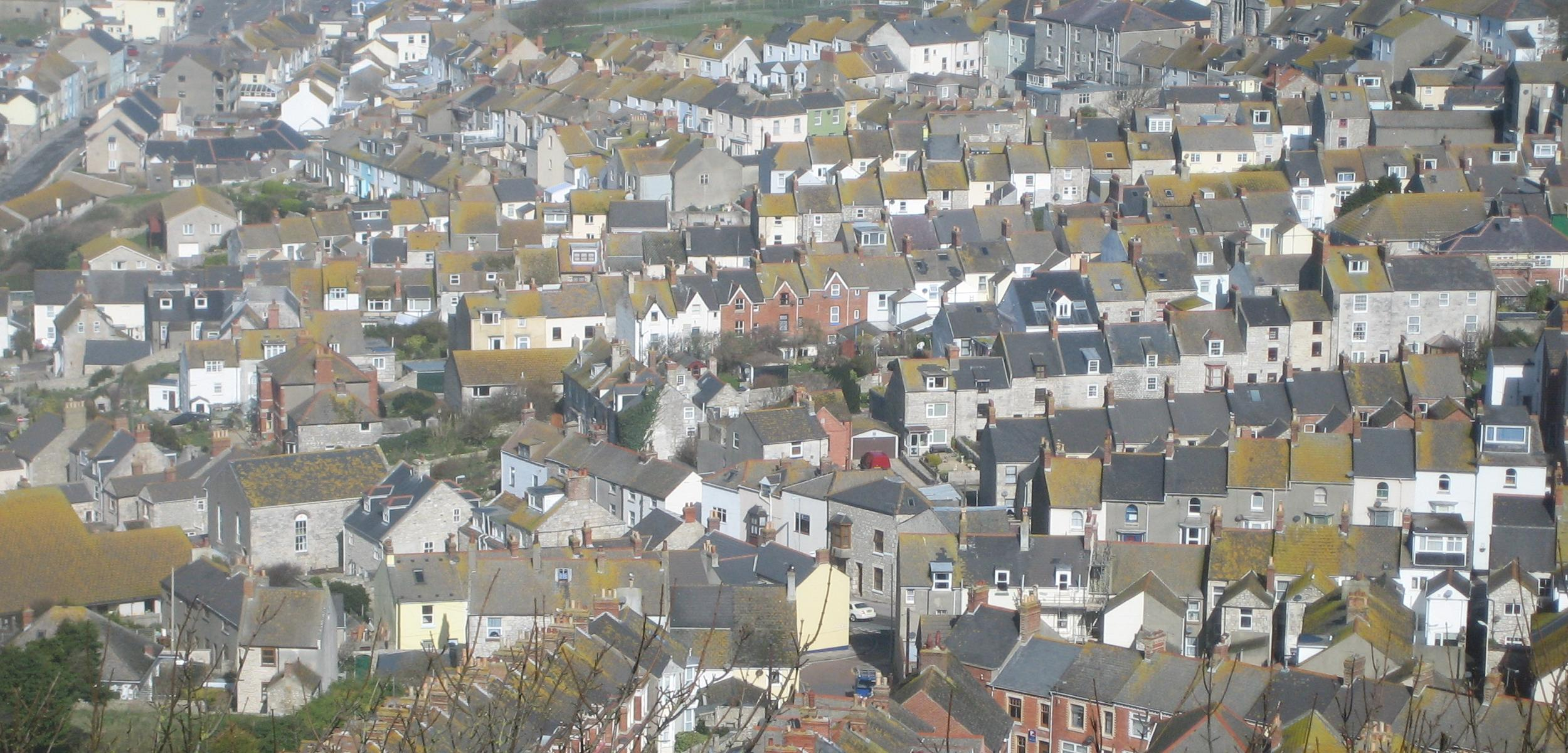
在福顿斯维尔的石头房子。

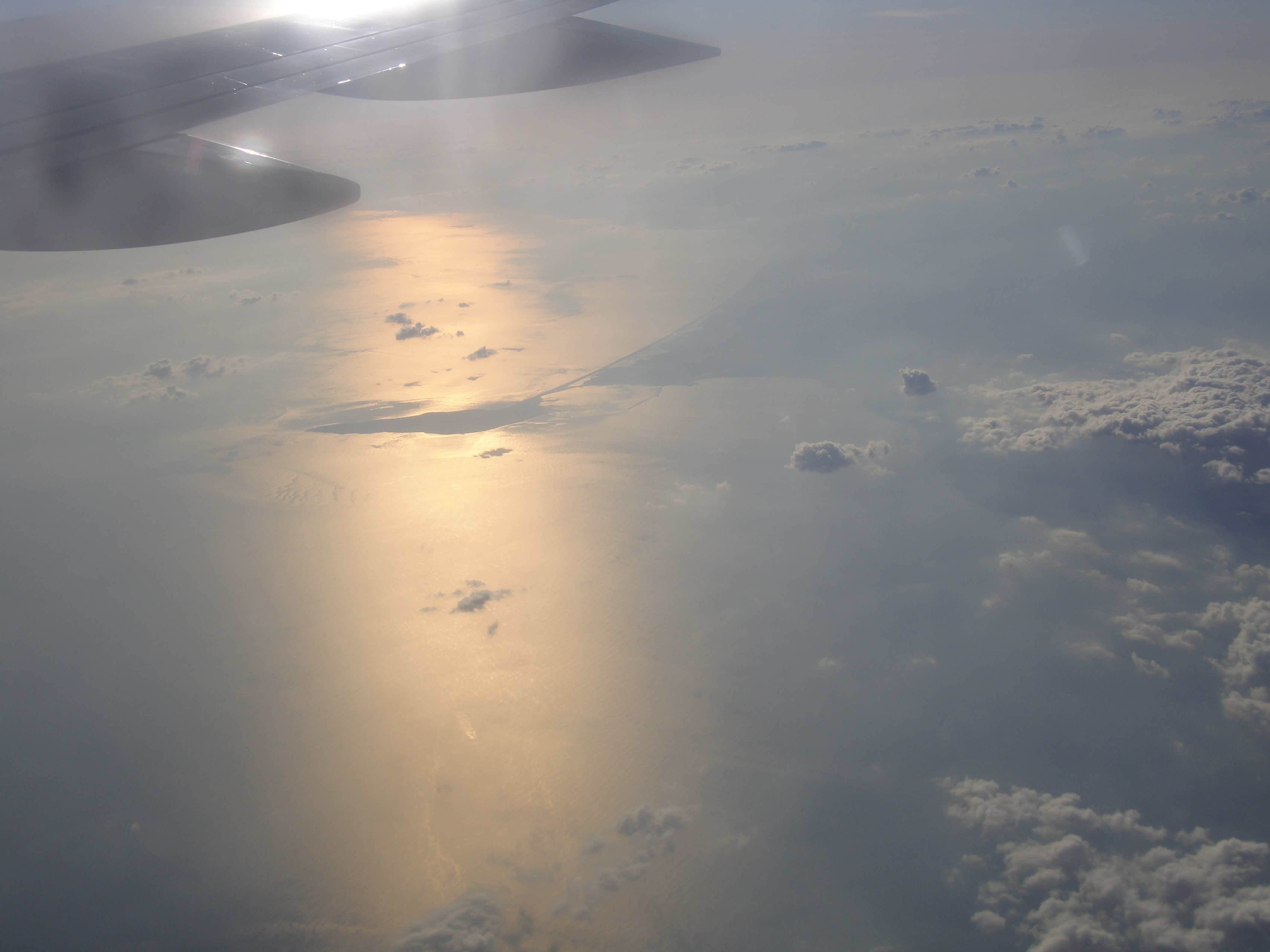
鸟瞰波特兰岛

波特兰岛位于英吉利海峡，在威克里杰斯（Wyke Regis）南部3公里，在伦敦西南偏西200公里。（50°33′0″N 2°26′24″W / 50.55000°N 2.44000°W）波特兰坐落在联合国教科文组织世界文化遗产侏罗纪海岸的中间，这里的地质地貌非常有名。西南海岸步道围绕着波特兰岛的沿岸，长达1,014千米，是英国最长的国家步道（national trail）。波特兰岛的不寻常之处在于它靠切希尔海滩连接在大陆的埃伯茨伯利（Abbotsbury），这条连岛沙洲长达29千米。波特兰岛经常被错误地定位为连岛沙洲，事实上，波特兰岛是一座连陆岛，切希尔海滩才是连岛沙洲。
波特兰岛上一共有8座村落，分别为昂德希尔（Underhill）的福顿斯维尔（Fortuneswell）、卡斯尔敦（Castletown）、奇斯韦尔（Chiswell）以及多普希尔（Tophill）的伊斯顿（Easton）、韦斯顿（Weston）、索斯维尔（Southwell）、威克汉姆（Qakeham）和格鲁夫（Grove）。早期的房子多由波特兰岩建造，房壁厚30-60厘米，并都拥有相似的布局。大多数的房屋没有进行粉刷，依旧保留石头的黄灰色，具有和英国大陆不同的特点。

### 地质

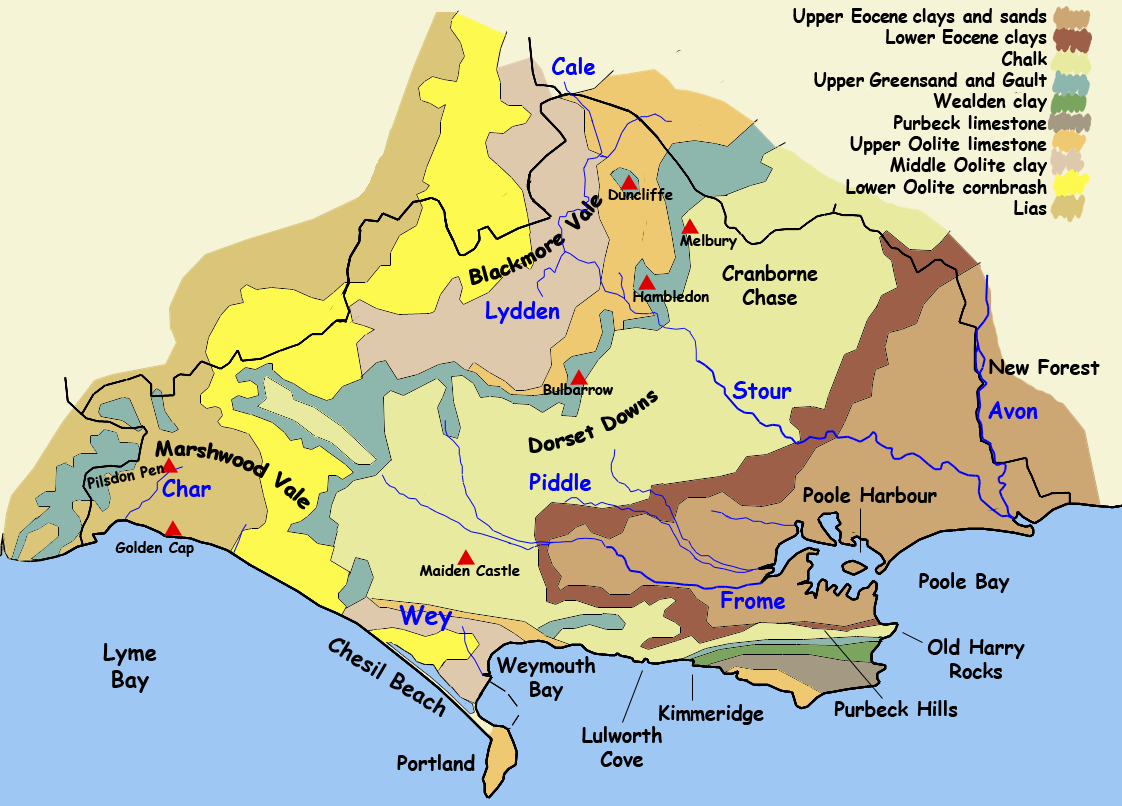
波特兰岛的地下是石灰石。

波特兰可按地质分成两片区域，在北部有较陡坡度的称为昂德希尔；在南部，面积更大同时坡度较缓的区域被称为多普希尔，波特兰石灰岩蕴藏在多普希尔的地下。从北部凡尔纳监狱（The Verne）附近一个海拔高达151米的地方起到刚好高于地平线的波特兰半岛为止，地层有一个1.5度的微小倾角。昂德希尔的地质不同于多普希尔的地质，昂德希尔是由沙子组成的陡坡，底下是由基迈里吉粘土（Kimmeridge Clay）组成的厚层，一直延伸到切希尔海滩和波特兰港。粘土层导致了一系列的塌方最终形成了东韦尔斯和西韦尔斯的悬崖景观。
在南多塞特郡地下2.4千米处有一个三叠纪岩盐层，这里的岩盐是英国四种厚到可以进行盐雕的岩盐之一。波特兰天然气公司已经申请在当地14个盐层洞穴中储存10億立方米的天然气，是英国年需求总量的1%。盐层洞穴将在2009年通过一条长达37千米长的管道连接到国家输气网。最上层的洞穴会在2010年冬天结束储存天然气，所有洞穴到2013年冬天都会完成天然气的储存。作为3亿5千万欧元计划的一部分，一个机车库将被转化为一个教育中心和一个咖啡厅还有一个展览馆来介绍波特兰的地理。

### 波特兰半岛

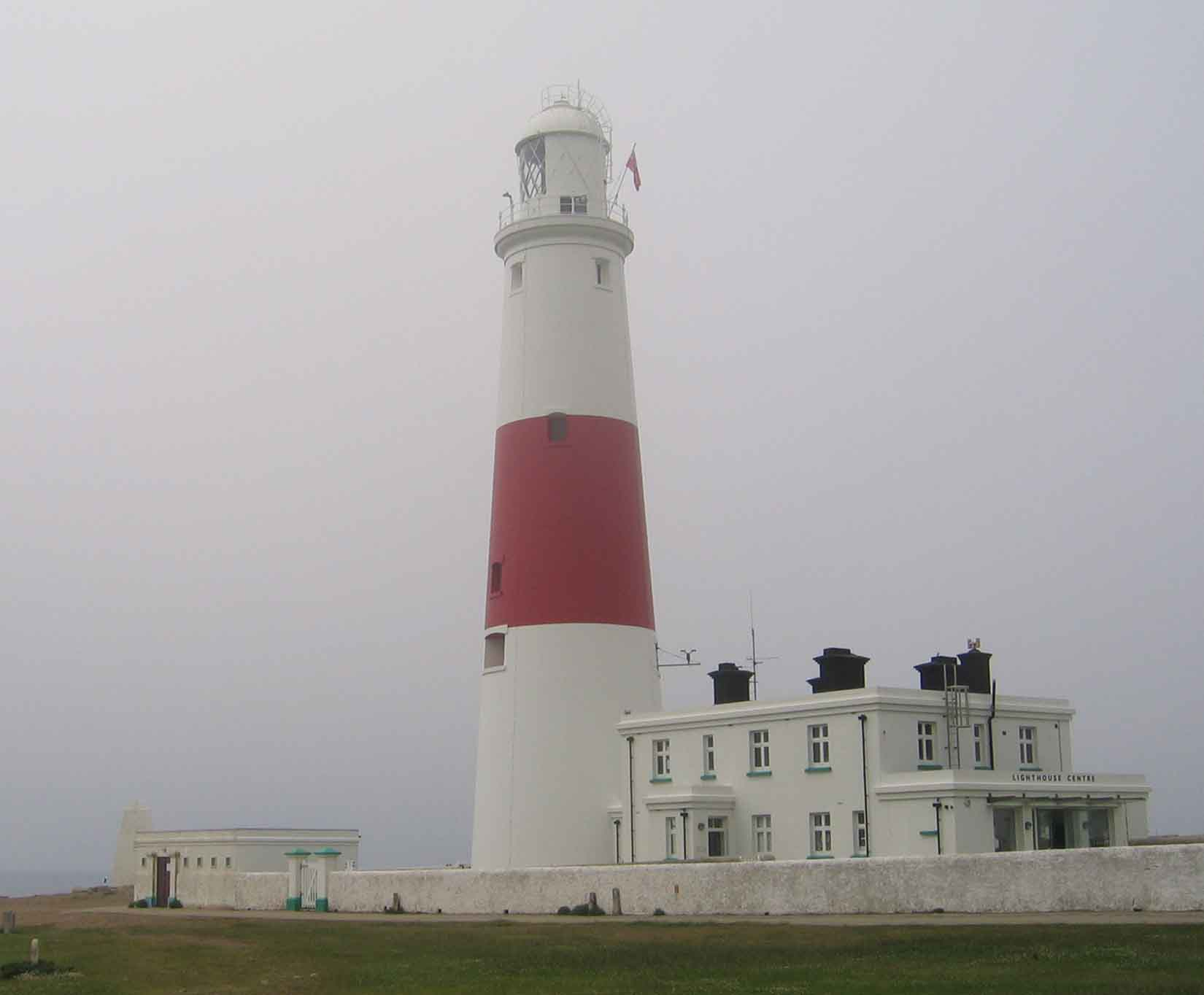
波特兰半岛的灯塔和游客中心。

波特兰半岛（Portland Bill）并不等同于波特兰是一个半岛，它是多普希尔南端的一个海角，由波特兰石灰岩组成。波特兰半岛一共有三座灯塔，灯塔的存在使船隻能够避免被当地的急潮流所影响。在1996年，灯塔开始由电脑控制，灯塔附近有一个介绍灯塔的游客中心。从2009年6月起，最靠海的一座灯塔开始使用一种由美国制造，功率为1kW的金属卤素灯进行照明，这种灯的寿命大约为4000小时，也就是14个月。另外两个灯塔更靠近内陆，历史也更为悠久，其中一个作为鸟类观察站给游客提供鸟类迁徙和停留的记录。
波特兰礁是波特兰岩延伸到英吉利海峡水下20到40米的部分，潮流受波特兰礁影响，形成急潮流，所以，这里的潮流被称作波特兰潮。

### 生态

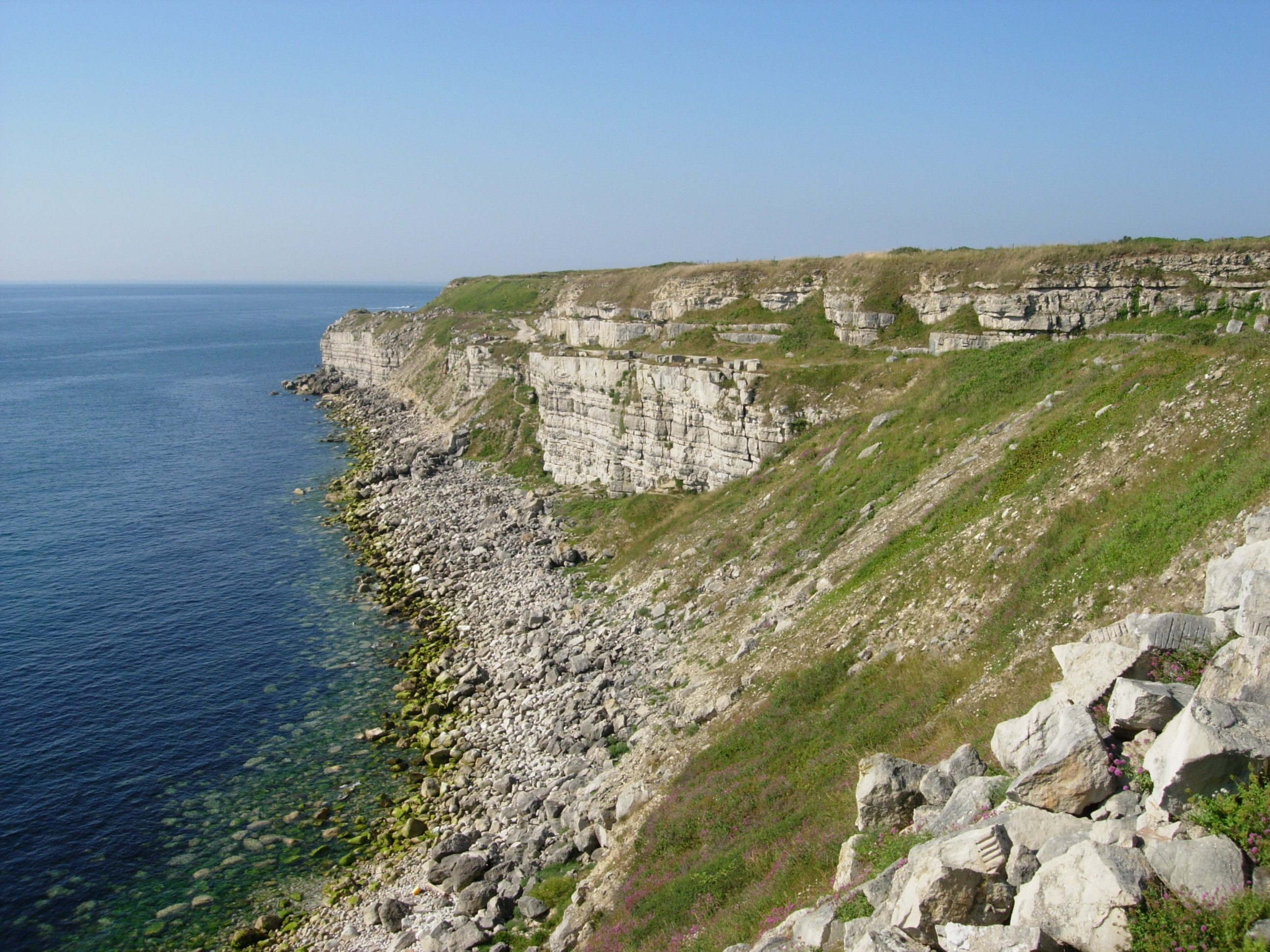
波特兰的海岸线拥有广泛的植物群和动物群。

因为波特兰岛相对孤立的原因，这里拥有广泛的植物群和动物群。这里的海岸线和废弃采石场成为具特殊科學價值地點。在不同季节，不同的候鸟和海鸟占据了这里的悬崖，有时，也会出现稀有的鸟类品种，这吸引了全国各地的鸟类学家来到此地。来此的稀有海上访客包括海豚，海豹还有姥鲨。切希尔海滩是英国仅有的两个能找到有鳞蟋蟀（Scaly Cricket）的地方之一，这种蟋蟀不同于其他蟋蟀，它没有翅膀，既不会唱也不会跳。最近，一批英国原始山羊被引入到东韦尔斯。
这里相对温暖的气候和充足的阳光使一些不能在英国大陆生长的植物在此茁壮成长。低养分含量的石灰石土壤使得一些野花野草在没有大型植物生长的情况下成长。在高一些的海崖，可以找到当地特有的薰衣草，这种薰衣草是英国最稀有植物之一。大量的野花野草使波特兰成为蝴蝶绝佳的栖息地，英伦群岛57种不同的蝴蝶有超过一半能在这里找到，包括一些从欧洲大陆移居而来的。包括英国稀有的银钉蓝（Silver-studded Blue）也能在此寻觅到踪迹。

### 气候
波特兰被温和的海洋环绕，因而气候宜人，日气温和年气温变化不大。根据1971年到2000年的统计，当地的年平均气温在10.2摄氏度（华氏50.4度）到12摄氏度（华氏53.6度）之间波动。这里最热的月份是8月，温度在13.3摄氏度（华氏55.9度）到20.4摄氏度（华氏68.7度）之间。最冷的月份是2月，平均温度在3.1摄氏度（华氏37.6度）到8.3摄氏度（华氏46.9度）之间。一年的最高温和最低温都高于英国平均水平，平均海面温度从7.0摄氏度（华氏44.6度）到17.2摄氏度（华氏63度），全年平均气温为11.8摄氏度（华氏53.2度）。
| 韦茅斯-波特兰气候平均数据 | 韦茅斯-波特兰气候平均数据 | 韦茅斯-波特兰气候平均数据 | 韦茅斯-波特兰气候平均数据 | 韦茅斯-波特兰气候平均数据 | 韦茅斯-波特兰气候平均数据 | 韦茅斯-波特兰气候平均数据 | 韦茅斯-波特兰气候平均数据 | 韦茅斯-波特兰气候平均数据 | 韦茅斯-波特兰气候平均数据 | 韦茅斯-波特兰气候平均数据 | 韦茅斯-波特兰气候平均数据 | 韦茅斯-波特兰气候平均数据 | 韦茅斯-波特兰气候平均数据 | 韦茅斯-波特兰气候平均数据 |
| 月份 | 一月                      | 二月                      | 三月                      | 四月                      | 五月                      | 六月                      | 七月                      | 八月                      | 九月                      | 四月                      | 十一月                    | 十二月                    | 全年                      |                           |
| --- | ------------------------- | ------------------------- | ------------------------- | ------------------------- | ------------------------- | ------------------------- | ------------------------- | ------------------------- | ------------------------- | ------------------------- | ------------------------- | ------------------------- | ------------------------- | ------------------------- |
| 平均高温 °C (°F) | 8.4 (47.1)                | 8.3 (46.9)                | 10.0 (50.0)               | 12.5 (54.5)               | 15.4 (59.7)               | 17.9 (64.2)               | 20.3 (68.5)               | 20.4 (68.7)               | 18.3 (64.9)               | 15.0 (59.0)               | 11.5 (52.7)               | 9.3 (48.7)                | 13.9 (57.0)               |                           |
| 平均气温 °C (°F) | 6.0 (42.8)                | 5.7 (42.3)                | 7.2 (45.0)                | 9.6 (49.3)                | 11.8 (53.2)               | 14.1 (57.4)               | 16.4 (61.5)               | 16.9 (62.4)               | 15.0 (59.0)               | 12.2 (54.0)               | 8.9 (48.0)                | 6.9 (44.4)                | 10.9 (51.6)               |                           |
| 平均低温 °C (°F) | 3.5 (38.3)                | 3.1 (37.6)                | 4.3 (39.7)                | 6.6 (43.9)                | 8.1 (46.6)                | 10.3 (50.5)               | 12.5 (54.5)               | 13.3 (55.9)               | 11.6 (52.9)               | 9.3 (48.7)                | 6.2 (43.2)                | 4.5 (40.1)                | 7.8 (46.0)                |                           |
| 平均日照时间 每月（每日） | 62.4 (2.0)                | 79.9 (2.8)                | 120.6 (3.9)               | 185.2 (6.2)               | 221.9 (7.2)               | 213.8 (7.1)               | 235.1 (7.6)               | 217.5 (7.0)               | 162.9 (5.4)               | 118.8 (3.8)               | 81.7 (2.7)                | 55.7 (1.8)                | 1768.4 (4.8)              |                           |
| 平均海面温度 °C (°F) | 7.8 (46.0)                | 7.0 (44.6)                | 7.5 (45.5)                | 8.8 (47.8)                | 11.0 (51.8)               | 13.3 (55.9)               | 15.8 (60.4)               | 17.2 (63.0)               | 16.7 (62.1)               | 14.7 (58.5)               | 12.3 (54.1)               | 9.8 (49.6)                | 11.8 (53.2)               |                           |
| 平均降雨量 毫米 （英寸） | 76.6 (3.02)               | 64.3 (2.53)               | 62.9 (2.48)               | 47.6 (1.87)               | 46.6 (1.83)               | 47.0 (1.85)               | 35.6 (1.40)               | 52.2 (2.06)               | 66.4 (2.61)               | 77.4 (3.05)               | 84.5 (3.33)               | 90.9 (3.58)               | 751.7 (29.59)             |                           |
| 1971-2000平均值 韦茅斯-波特兰自治市镇政务委员会(Weymouth and Portland Borough Council) 英国气象局以及环境渔业和水产养殖科学中心（Centre for Environment, Fisheries and Aquaculture Science） |                           |                           |                           |                           |                           |                           |                           |                           |                           |                           |                           |                           |                           |                           |

温和的海洋使波特兰的夜间温度高于0度，因而冬天结霜很罕见。波特兰岛每年平均只会出现8次结霜，远低于英国的平均每年55.6天结霜。雪天在这里同样罕见，每年最多只有6天在下雪，通常，整个冬天只会有一天下点零星小雪，雪花还没落地就会融化。在西南英格兰沿海，波特兰的冬天是最暖和的。波特兰较少受到大西洋飓风的影响，当地植物的生长季节长达9-12个月。[D]

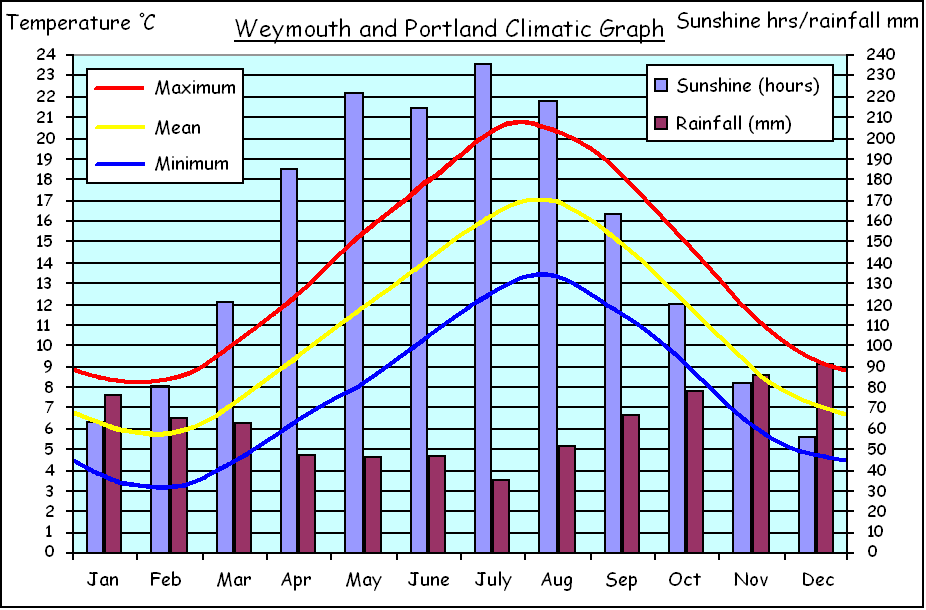
韦茅斯-波特兰的气候图

韦茅斯-波特兰以及南部海岸的其他城市享有英国最充足的阳光。在1971年到2000年间，这里每年平均有1768.4小时的日照时间，超出理论可能的40%，较英国平均水平1339.7小时高出32%。过去9年中的4年，年日照时间更是超过2000小时。12月是一年之中云系最多和湿度最高的月份（平均55.7小时日照，90.9毫米降雨）；相反，6月是一年之中光照最多，湿度最低的月份（平均235.1小时日照，35.6毫米降水）。波特兰的年降雨量低于英国平均水平，尤其在于夏季，这里的年降雨量为751.7毫米，远低于英国的平均值1125毫米。

## 人口
| 信仰     | %[F]  |
| -------- | ----- |
| 佛教     | 0.21  |
| 基督教   | 74.67 |
| 印度教   | 0.03  |
| 犹太教   | 0.12  |
| 穆斯林   | 0.30  |
| 没有信仰 | 15.89 |
| 其他     | 0.32  |
| 锡克教   | 0.03  |
| 未统计   | 8.43  |

在2005年时，波特兰人口为12,710人，[A]自从20世纪70年代起，人口数量就一直保持在12,000-13,000之间。截至2005年，波特兰一共有住宅5474幢，占地11.5平方千米（2840英亩），人口密度每平方千米1100人（4.5人每英亩）。96.8%的居民为英格兰本土的白种人 。韦茅斯-波特兰的房价略高于英国的平均房价，在英格兰南部平均房价上下（这一数字在2007年为327,569英镑）。半独立别墅和连排别墅相对更便宜一些，价格分别为大约230,932英镑和190,073英镑,而一间公寓大约花费168,727英镑。[E]
波特兰的犯罪率低于英国和韦茅斯的平均犯罪率，也低于英格兰和威尔士，但犯罪率比西南英格兰稍高。失业率方面，夏天的失业人数低于冬天，1.8%的人口在7月中未被雇佣，5.3%的人口没能完整工作一年，这个数字和英国的平均水平相同。在波特兰，信仰最多的宗教是基督教，占所有人口的74.7%，略高于英国的平均比例71.6%。其次是无信仰者，占了人口数的15.9%，也稍稍超过英国平均的15.5%。

## 交通

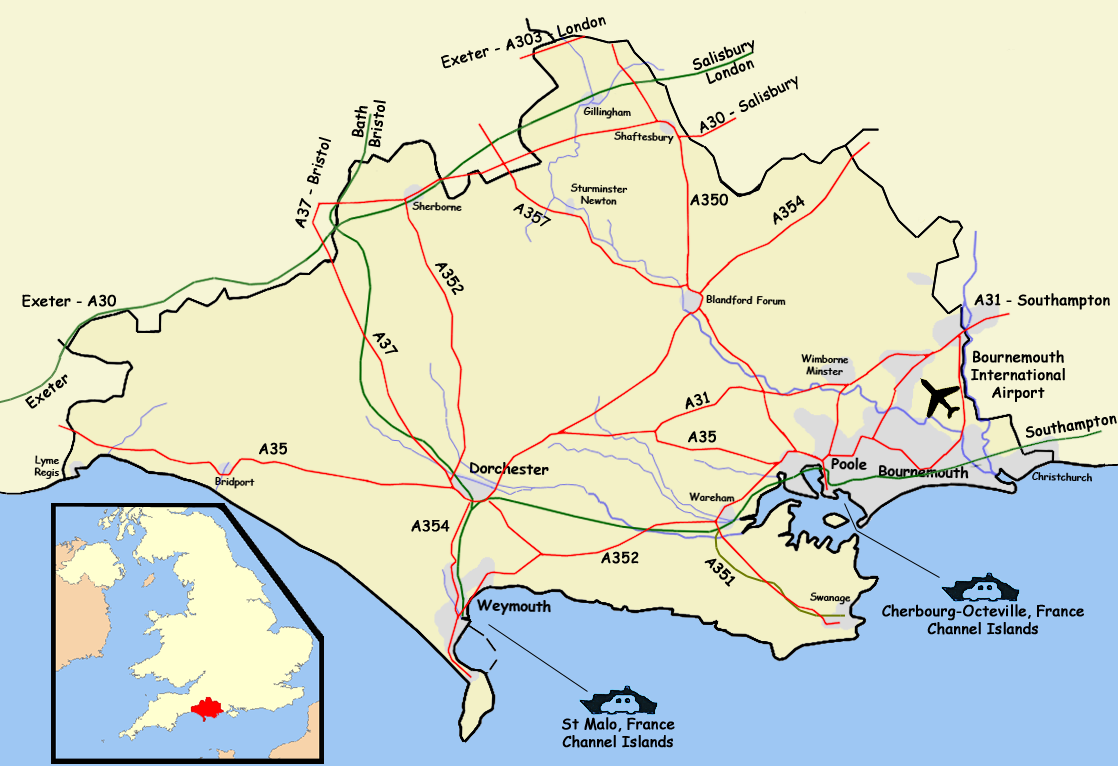
波特兰通过A354号公路与外界联通。

A354号公路是波特兰连接外部的唯一通道，这条道路经由韦茅斯连接多切斯特的A35号公路。这条道路起始于伊斯顿，分成北向行驶并穿越奇斯韦尔的部分和南向行驶并穿越福顿斯维尔的部分，然后沿着切希尔海滩，穿过桥梁连接大陆。
为了减轻韦茅斯和波特兰之间的交通压力和为伦敦奥运会做准备，侏罗纪海岸铁路部门打算沿着已经废弃的铁路的路线建设一条轻轨。当地议员和国会议员都非常支持这项计划，然而东南区域发展局和吉姆·奈特对此深表担忧，因为很难在短时间内筹备6千万英镑来建设通往鱼鹰港的铁路，从而阻碍建设工程的进度。
当地的巴士由第一集团运营，提供从波特兰到韦茅斯市中心的线路。韦茅斯作为巴士的中转站，为南多塞特和多切斯特提供服务。侏罗纪海岸巴士提供连接韦茅斯与侏罗纪海岸的其他城镇和村落的服务。这条线路一共142千米长，从埃克塞特到普尔（Poole）途经希德福德（Sidford），比尔，西顿，莱姆里杰斯（Lyme Regis），查茅斯（Charmouth），布里德波特（Bridport），伯茨伯利（Abbotsbury），韦茅斯，伍尔（Wool）以及韦勒姆（Wareham）。游客可以乘坐火车从韦茅斯出发，到布里斯托尔或者伦敦，也可以乘轮渡到法国港口圣马洛，海峡群岛，根西岛和泽西岛继续自己的旅程。

## 教育
切希尔教育合作公司在南多塞特有5所幼儿学校，4所初级学校，12所小学，4所高级中学和2所特殊学校。69.8%的波特兰居民拥有学历，这稍稍低于多塞特郡的平均水平73.8%。10.2%的当地居民拥有更高的学历（Further education Lv.4+），这同样少于多塞特郡的平均水平18.3%。
在波特兰岛上，有两所幼儿学校，分别是福顿斯维尔的布拉肯伯里幼儿学校（Portland—Brackenbury Infant School）和格鲁夫的格鲁夫幼儿学校（Grove Infant School）；两所初级学校：福顿斯维尔的昂德希尔社区初级学校（Underhill Community Junior School）和多普希尔初级学校（Tophill Junior School）；两所小学：在韦斯顿的圣乔治小学（St George's Primary School）和在索斯维尔的索斯维尔小学（Southwell Primary School）。在韦斯顿的皇家庄园艺术学院（Royal Manor Arts College）是波特兰唯一的一所高级中学，然而，这里并没有预科学院。在2007年，57%的皇家庄园艺术学院学生以A*-C的成绩获得5门或5门以上的普通中等教育证书（GCSE）。
一些学生前往韦茅斯进修大英普通教育高级程度证书（A-Levels）或进入其他三所切希尔教育合作公司的高中就读。齐克雷尔的预科学院巴德茅斯学院（Budmouth College）在2006年一共拥有296名学生。梅坎贝里杰斯的韦茅斯学院（Weymouth College）是一家高等教育学院，拥有大约7,500个学生，他们来自西南英格兰或海外，大约1,500名学生在攻读普通教育高级程度证书（A-Level）的课程。在2006年英国高等院校招生办公室给予的评分（UCAS points）中，巴德茅斯学院的学生平均分为647.6，韦茅斯学院的学生则获得614.1分。一些攻读高中学历和普通教育高级程度证书（A-Level）的学生前往多塞特郡进入托马斯·哈德耶学校（The Thomas Hardye School）继续进修。在2007年，79%的哈德耶学生收到了5门或5门以上成绩从A*-C的中等教育普通证书，78%的学生以A-C的成绩获得普通教育高级程度证书（A-Level）。[B]

## 文化

### 体育和娱乐

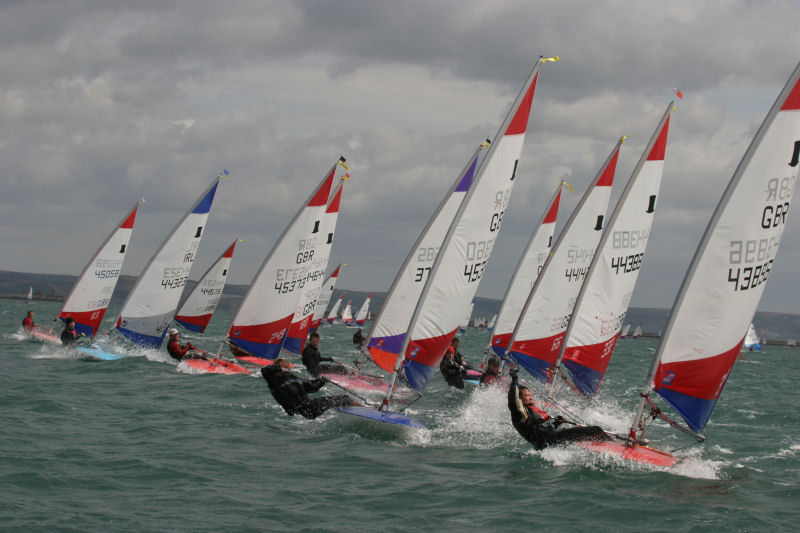
2006年ISAF世锦赛

在2000年，韦茅斯-波特兰国立帆船运动中心（Weymouth and Portland National Sailing Academy）在鱼鹰港建立。韦茅斯海湾被英国皇家帆船协会（Royal Yachting Association）认为是全欧洲北部最好的港湾。韦茅斯-波特兰定期在韦茅斯海湾举办地方性，全国性或国际性的帆船比赛，其中包括2005年的J/24世锦赛，2004年雅典奥运会选拔赛，2006年ISAF（世界帆船总会）世锦赛以及皇家帆船协会国内青年锦标赛。
韦茅斯海湾和波特兰港也举办其他水上体育赛事比如风筝冲浪和帆板。切希尔海滩和波特兰港是人们垂钓，潜水，划船和游泳的场所。当地的石灰岩悬崖和采石场被用于攀岩，波特兰还有有供人抱石和深水攀岩的场所，但是，有保护的攀石在当地才最受欢迎。
自从2003年6月起，波特兰岛沿岸的21.3千米成为了西南海岸步道（South West Coast Path National Trail）的一部分。

### 兔子

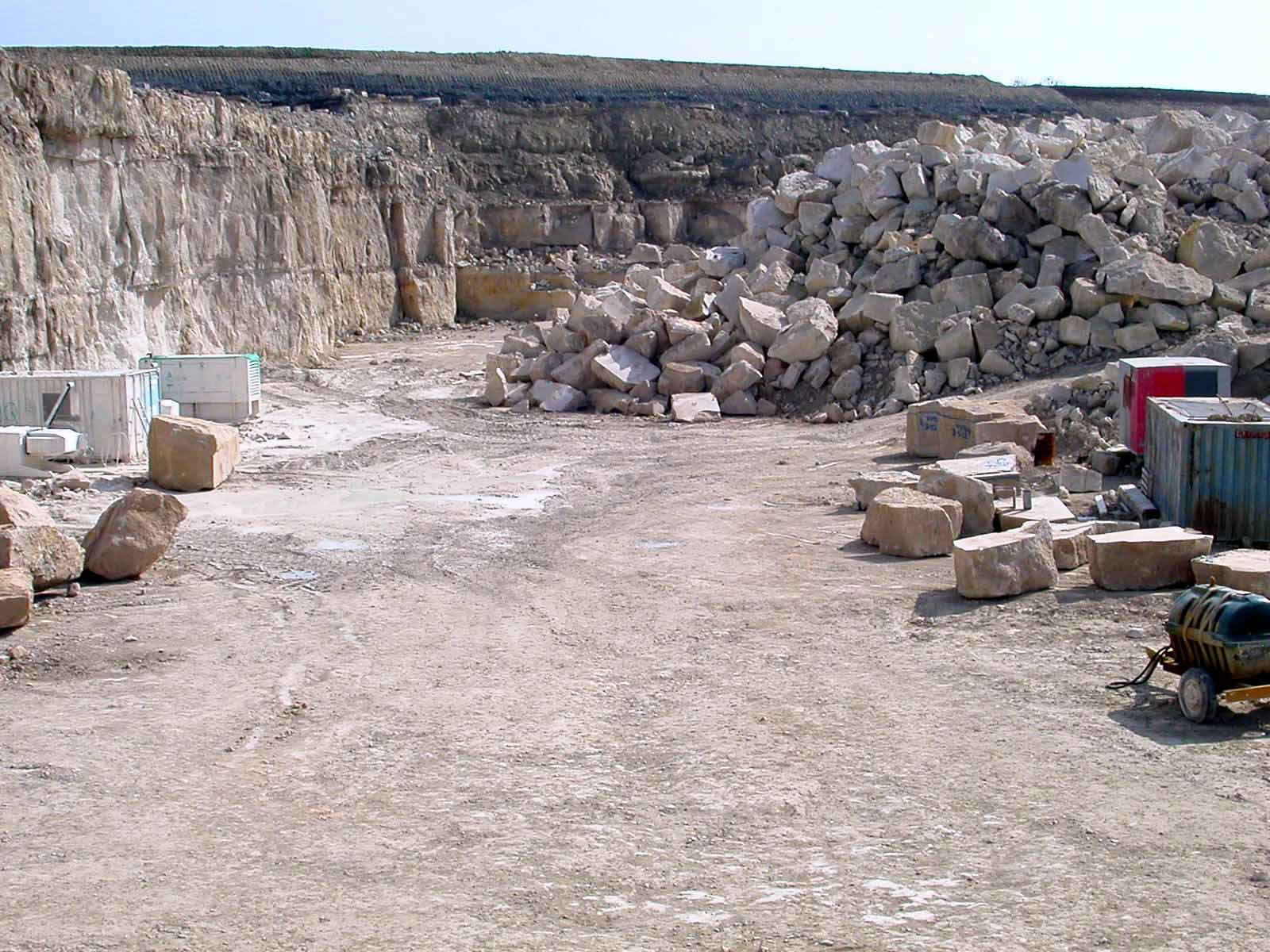
在波特兰采石场发生的事故导致当地居民谈兔色变。

兔子长期被波特兰居民视为厄运的象征，在当地非常忌讳兔子（Rabbit）这个单词的，兔子一般被称作地下老来俏（Underground Mutton），长耳多毛怪（Long-Eared Furry Things）或兔崽子（bunnies）。对兔子的恐惧最早来自采石场的工人，当他们看到兔子出现在洞穴中，立刻会有石头掉落，这经常造成矿工的受伤甚至死亡。如果工人们看到了兔子，他们会立刻收拾工具回到家中，直到确认安全后才会重返工作岗位。
甚至到了今天，一些年长的波特兰居民听到有人提及兔子时仍会受到冒犯或者默不作声，在2005年10月，电影公司在当地宣传酷狗寶貝之魔兔詛咒时，还特地更改了电影的标题，以Something bunny is going on作为取代。

### 文学
伯纳德·康威尔在他的历史小说《君王编年史》（The Warlord Chronicles）中将波特兰岛称为死岛（Isle of the Dead），一个流放犯人的地方。但并没有考古证据表明波特兰岛曾经拥有这样的历史。
托马斯·哈代在他的小说中称呼波特兰岛为投石者岛（Isle of Slingers）。该岛是其小说《意中人》（The Well-Beloved）的主要场景，在小说《号兵长》（The Trumpet-Major）中也有特写。波特兰博物馆的建设灵感就来源于《意中人》中女主角的房子。在投石者岛上，居民为了保卫家园，熟练地掌握了投石技巧。书中的水井街（Street of Wells）的原型为福顿斯维尔，比尔（The Beal）原型为波特兰半岛。哈代将波特兰岛比喻为北方的直布罗陀，因为这里的地形地貌、与外界的隔绝、较为温和的气候以及昂德希尔的蜿蜒街道都与直布罗陀相似。

### 2012年夏季奥林匹克运动会

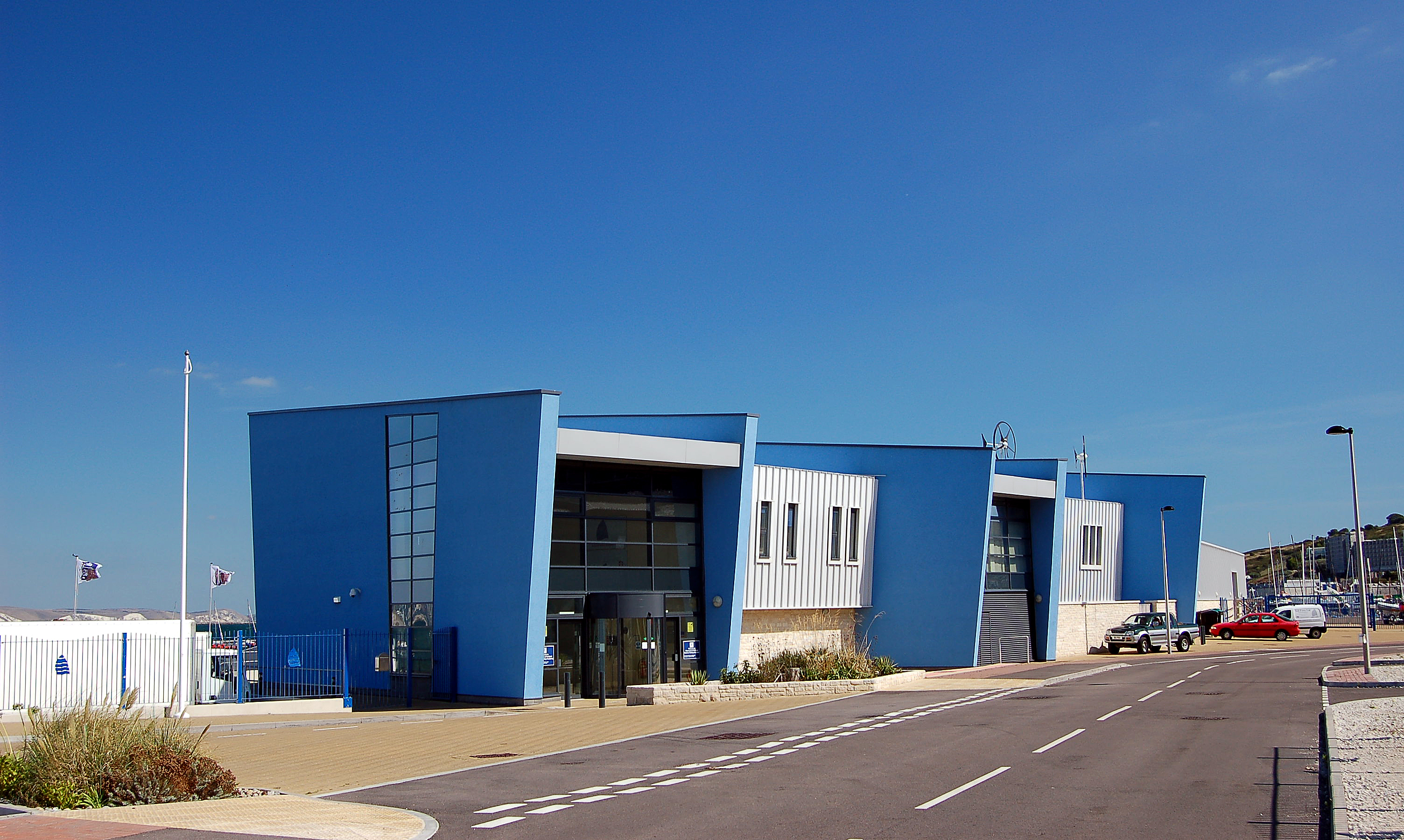
威茅斯-波特兰国立帆船运动中心

2005年，韦茅斯-波特兰国立帆船运动中心被挑选为2012年伦敦奥运会帆船赛事的举办地，主要原因是该中心是最近建造的，不需要进行太大翻修。然而，英格兰西南经济发展署（South West of England Regional Development Agency）却打算重修鱼鹰港，计划包括建设一个600泊位的船坞和扩建更多的奥运赛场设施，工程于2007年10月开始进行。
韦茅斯-波特兰国立帆船运动中心在2008年年底完成了奥运赛场设施的升级工作，韦茅斯-波特兰也成为英国第一个完工的奥运比赛场馆。升级的设施包括了一个新建250米长的船台和一个新的赛艇停泊处。在工程完工后，伦敦奥组委主席塞巴斯蒂安·科以及北京奥运会金牌得主保罗·古迪森都对韦茅斯-波特兰的新场地感到骄傲和期待。2009年6月11日，伊丽莎白二世和爱丁堡公爵参观了波特兰的帆船运动中心。
2009年8月13日，国际奥委会在柏林宣布，在伦敦奥运会上，一共将有10项有关帆船的正式比赛项目，与北京奥运会相比，减少了托纳多级多体船赛。另外，为了更好地推广伦敦奥运会的帆船赛事，举办方为观众准备了多种观看赛事的方式，包括免费的电视转播，在周围的悬崖设立看台以及专门的收费观看船等。赛事结束后，所有的设施将被留下，国立帆船运动中心将用这些设施来培养运动员，以及给当地居民娱乐。

## 延伸阅读
- 斯图亚特·莫里斯（Stuart Morris）, 1985 Portland, an Illustrated History 多夫科特出版社, 温伯恩（Wimborne）, 多塞特: ISBN 0-946159-34-3
- 斯图亚特·莫里斯（Stuart Morris）, 1998 Portland （Discover Dorset Series） 多夫科特出版社（The Dovecote Press）, 温伯恩（Wimborne）, 多塞特: ISBN 1-874336-49-0.
- 杰克逊（Jackson）、L.布莱恩（L.Brian） 1999. Isle of Portland railways. ISBN 0-85361-540-3
- 帕梅尔（Palmer）, 苏珊（Susann）. 1999. Ancient Portland: Archaeology of the Isle. Portland: S. Palmer. ISBN 0-9532811-0-8
- 斯图亚特·莫里斯（Stuart Morris）, 2002 Portland: A Portrait in Colour 多夫科特出版社（The Dovecote Press）, 温伯恩（Wimborne）, 多塞特: ISBN 1-874336-91-1.
- 斯图亚特·莫里斯（Stuart Morris）, 2006 Portland, Then and Now 多夫科特出版社（The Dovecote Press）, 温伯恩（Wimborne）, 多塞特: ISBN 1-904349-48-X.

### 相册
- 波特兰岛的照片
- 英格兰：波特兰岛 （页面存档备份，存于）
- 波特兰照片册
- 波特兰的老照片
- 1000张最新的波特兰图片 （页面存档备份，存于）
- 波特兰岛的照片[永久]